# Saison 1981-1982 du Stade lavallois
Chronologie
Saison précédente Saison suivante
La saison 1981-1982 du Stade lavallois est la 80e saison de l'histoire du club. Les Mayennais sont engagés dans trois compétitions : la Division 1 (5e participation), la Coupe de France et la Coupe d'été.

## Effectif et encadrement

### Transferts
| Nom                  | Nationalité | Poste     | Transfert | Provenance/Destination | Division        |
| -------------------- | ----------- | --------- | --------- | ---------------------- | --------------- |
| Arrivées             |             |           |           |                        |                 |
| Claude Klimek        | France      | Gardien   |           | Stade rennais FC       | Division 2 (D2) |
| René Izquierdo       | France      | Défenseur |           | Stade rennais FC       | Division 2 (D2) |
| Alain Polaniok       | France      | Défenseur |           | FC Metz                | Division 1 (D1) |
| Victor Zvunka        | France      | Défenseur |           | Olympique de Marseille | Division 2 (D2) |
| José Souto           | France      | Milieu    |           | FC Metz                | Division 1 (D1) |
| Moncef Djebali       | Tunisie     | Attaquant |           | Olympique de Marseille | Division 2 (D2) |
| Karl Thordarsson     | Islande     | Attaquant | Prêt      | RAA La Louvère         | Division 2 (D2) |
| Départs              |             |           |           |                        |                 |
| Jacques Rose         | France      | Gardien   |           | AS Béziers             | Division 2 (D2) |
| Jean-Luc Arribart    | France      | Défenseur |           | Stade de Reims         | Division 2 (D2) |
| Bernard Simondi      | France      | Défenseur |           | FC Tours               | Division 1 (D1) |
| Jean-Pierre Chaussin | France      | Milieu    |           | SC Toulon              | Division 2 (D2) |
| Gérard Chesnin       | France      | Milieu    |           | SC Abbeville           | Division 2 (D2) |
| Herwig Kircher       | Autriche    | Milieu    |           | SSW Innsbruck          | Bundesliga (D1) |
| Cheick Diallo        | Mali        | Attaquant |           | SC Toulon              | Division 2 (D2) |
| Stéphane Morillon    | France      | Attaquant |           | Paris FC               | Division 2 (D2) |

### Effectif
Treize joueurs sont sous contrat professionnel, six sous contrat stagiaire, et huit sous contrat aspirant.

## Matchs de la saison

### Division 1
| Date                       | Journée | Adversaire               | Lieu | Score | Buteurs du club                                     | Class. | Affluence |
| -------------------------- | ------- | ------------------------ | ---- | ----- | --------------------------------------------------- | ------ | --------- |
| Vendredi 24 juillet 1981   | J01     | FC Sochaux-Montbéliard   | Dom. | 1 - 1 | Goudet 20e                                          |        | 11.777    |
| Mardi 28 juillet 1981      | J02     | Paris-Saint-Germain FC   | Ext. | 1 - 2 | Krause 47e                                          |        | 30.132    |
| Mardi 4 août 1981          | J03     | AJ Auxerre               | Dom. | 2 - 0 | Thordarsson 76e 82e                                 |        | 8.239     |
| Vendredi 7 août 1981       | J04     | Stade brestois           | Ext. | 2 - 2 | Le Roux 11e (csc), Souto 78e                        |        | 13.000    |
| Mardi 11 août 1981         | J05     | RC Lens                  | Dom. | 1 - 0 | Krause 73e                                          |        | 9.131     |
| Vendredi 21 août 1981      | J06     | OGC Nice                 | Ext. | 2 - 1 | Krause 49e 75e                                      |        | 8.254     |
| Vendredi 28 août 1981      | J07     | AS Nancy-Lorraine        | Dom. | 2 - 1 | Neubert 15e (csc) 72e (csc)                         |        | 13.164    |
| Mardi 1er septembre 1981   | J08     | US Valenciennes-Anzin    | Ext. | 1 - 3 | Krause 68e                                          |        | 5.011     |
| Samedi 12 septembre 1981   | J09     | FC Nantes                | Dom. | 1 - 1 | Redon 12e                                           |        | 14.018    |
| Vendredi 25 septembre 1981 | J11     | FC Girondins de Bordeaux | Dom. | 1 - 0 | Souto 26e                                           |        | 12.387    |
| Samedi 3 octobre 1981      | J12     | Montpellier PSC          | Ext. | 1 - 2 | Krause 10e                                          |        | 6.381     |
| Mardi 6 octobre 1981       | J13     | Lille OSC                | Dom. | 0 - 2 | -                                                   |        | 7.509     |
| Samedi 17 octobre 1981     | J14     | SEC Bastia               | Ext. | 2 - 2 | Krause 6e, Sagna 41e                                |        | 3.394     |
| Mardi 20 octobre 1981      | J10     | Olympique lyonnais       | Ext. | 0 - 0 | -                                                   |        | 9.179     |
| Mardi 27 octobre 1981      | J15     | FC Tours                 | Dom. | 0 - 0 | -                                                   |        | 8.896     |
| Vendredi 30 octobre 1981   | J16     | AS Saint-Étienne         | Dom. | 0 - 0 | -                                                   |        | 19.540    |
| Samedi 7 novembre 1981     | J17     | FC Metz                  | Ext. | 1 - 1 | Redon 89e                                           |        | 7.086     |
| Mardi 10 novembre 1981     | J18     | AS Monaco FC             | Dom. | 2 - 3 | Krause 26e, Christophe 88e                          |        | 10.222    |
| Samedi 21 novembre 1981    | J19     | RC Strasbourg            | Ext. | 2 - 1 | Sagna 31e                                           |        | 4.273     |
| Dimanche 29 novembre 1981  | J20     | Paris-Saint-Germain FC   | Dom. | 0 - 3 | -                                                   |        | 8.561     |
| Dimanche 13 décembre 1981  | J21     | AJ Auxerre               | Ext. | 1 - 0 | Miton 26e                                           |        | 6.043     |
| Dimanche 20 décembre 1981  | J22     | Stade brestois           | Dom. | 1 - 0 | Souto 35e                                           |        | 3.924     |
| Dimanche 17 janvier 1982   | J23     | RC Lens                  | Ext. | 1 - 0 | Bourebbou 67e                                       |        | 4.461     |
| Dimanche 24 janvier 1982   | J24     | OGC Nice                 | Dom. | 5 - 0 | Bourebbou 4e 50e, Krause 25e 51e, · Souto 48e       |        | 6.470     |
| Dimanche 31 janvier 1982   | J25     | AS Nancy-Lorraine        | Ext. | 2 - 2 | Thordarsson 50e, Gauthier 90e                       |        | 7.704     |
| Samedi 6 février 1982      | J26     | US Valenciennes-Anzin    | Dom. | 0 - 0 | -                                                   |        | 8.575     |
| Samedi 20 février 1982     | J27     | FC Nantes                | Ext. | 0 - 1 | -                                                   |        | 16.309    |
| Samedi 27 février 1982     | J28     | Olympique lyonnais       | Dom. | 3 - 1 | Krause 28e, Polaniok 39e, Thordarsson 78e           |        | 7.442     |
| Samedi 13 mars 1982        | J29     | FC Girondins de Bordeaux | Ext. | 0 - 0 | -                                                   |        | 18.051    |
| Samedi 20 mars 1982        | J30     | Montpellier PSC          | Dom. | 2 - 1 | Krause 57e, Zvunka 85e                              |        | 6.894     |
| Samedi 27 mars 1982        | J31     | Lille OSC                | Ext. | 0 - 1 | -                                                   |        | 7.258     |
| Mardi 30 mars 1982         | J32     | SEC Bastia               | Dom. | 2 - 0 | Redon 61e, Souto 65e                                |        | 7.794     |
| Vendredi 9 avril 1982      | J33     | FC Tours                 | Ext. | 1 - 2 | Krause 41e                                          |        | 11.083    |
| Vendredi 16 avril 1982     | J34     | AS Saint-Étienne         | Ext. | 1 - 1 | Krause 2e                                           |        | 13.916    |
| Mardi 20 avril 1982        | J35     | FC Metz                  | Dom. | 1 - 0 | Thordarsson 79e                                     |        | 6.513     |
| Vendredi 23 avril 1982     | J36     | AS Monaco FC             | Ext. | 0 - 3 | -                                                   |        | 3.747     |
| Mardi 4 mai 1982           | J37     | RC Strasbourg            | Dom. | 4 - 2 | Souto 14e, Thordarsson 49e, · Krause 70e, Redon 82e |        | 9.210     |
| Vendredi 14 mai 1982       | J38     | FC Sochaux-Montbéliard   | Ext. | 1 - 3 | Krause 34e                                          |        | 11.000    |

| Rang | Équipe                   | Pts | J  | G  | N  | P  | Bp | Bc | Diff |
| ---- | ------------------------ | --- | -- | -- | -- | -- | -- | -- | ---- |
| 1    | AS Monaco FC             | 55  | 38 | 24 | 7  | 7  | 70 | 29 | +41  |
| 2    | AS Saint-Étienne T       | 54  | 38 | 22 | 10 | 6  | 74 | 31 | +43  |
| 3    | FC Sochaux-Montbéliard   | 49  | 38 | 20 | 9  | 9  | 59 | 43 | +16  |
| 4    | FC Girondins de Bordeaux | 48  | 38 | 19 | 10 | 9  | 55 | 45 | +10  |
| 5    | Stade lavallois          | 44  | 38 | 16 | 12 | 10 | 49 | 40 | +9   |
| 6    | FC Nantes                | 43  | 38 | 19 | 5  | 14 | 64 | 34 | +30  |
| 7    | Paris-Saint-Germain FC C | 43  | 38 | 17 | 9  | 12 | 58 | 45 | +13  |
| 8    | AS Nancy-Lorraine        | 39  | 38 | 13 | 13 | 12 | 50 | 52 | -2   |
| 9    | Stade brestois P         | 38  | 38 | 14 | 10 | 14 | 48 | 57 | -9   |
| 10   | RC Strasbourg            | 36  | 38 | 12 | 12 | 14 | 41 | 41 | 0    |
| 11   | FC Tours                 | 35  | 38 | 14 | 7  | 17 | 61 | 59 | +2   |
| 12   | SEC Bastia               | 35  | 38 | 12 | 11 | 15 | 43 | 65 | -22  |
| 13   | RC Lens                  | 34  | 38 | 12 | 10 | 16 | 44 | 51 | -7   |
| 14   | Lille OSC                | 34  | 38 | 13 | 8  | 17 | 46 | 54 | -8   |
| 15   | AJ Auxerre               | 34  | 38 | 11 | 12 | 15 | 43 | 58 | -15  |
| 16   | Olympique lyonnais       | 32  | 38 | 13 | 6  | 19 | 38 | 46 | -8   |
| 17   | FC Metz                  | 32  | 38 | 8  | 16 | 14 | 35 | 49 | -14  |
| 18   | US Valenciennes-Anzin    | 30  | 38 | 10 | 10 | 18 | 40 | 59 | -19  |
| 19   | OGC Nice                 | 23  | 38 | 7  | 9  | 22 | 34 | 57 | -23  |
| 20   | Montpellier PSC P        | 22  | 38 | 7  | 8  | 23 | 30 | 67 | -37  |

Qualifications européennes
- Qualifié pour la C1
- Qualifié pour la C2
- Qualifié pour la C3

Relégations
- Barrage de relégation en Division 2
- Relégation en Division 2

Abréviations
- T : Tenant du titre
- C : Vainqueur de la Coupe de France 1981-82
- P : Promus de Division 2

### Coupe de France
| Date                   | Tour                     | Adversaire       | Niveau      | Lieu   | Score | Buteurs du club                                                         | Affluence |
| ---------------------- | ------------------------ | ---------------- | ----------- | ------ | ----- | ----------------------------------------------------------------------- | --------- |
| Samedi 13 février 1982 | 1/32e de finale          | Stade quimpérois | D2 - B (D2) | Neutre | 3 - 1 | Krause 4e, Thordarsson 45e, Bourebbou 63e                               | 6.823     |
| Samedi 6 mars 1982     | 1/16e de finale - aller  | Calais RUFC      | D2 - B (D2) | Ext.   | 3 - 1 | Krause 5e 83e (pen.), Thordarsson 31e                                   | 4.348     |
| Mercredi 17 mars 1982  | 1/16e de finale - retour | Calais RUFC      | D2 - B (D2) | Dom.   | 6 - 0 | Djebali 24e, Krause 35e (pen.), Polaniok 55e 56e, Sagna 68e, Zvunka 73e | ?         |
| Mardi 30 mars 1982     | 1/8e de finale - aller   | RCFC Besançon    | D2 - B (D2) | Dom.   | 2 - 1 | Krause 69e, Redon 84e                                                   | 9.000     |
| Mardi 6 avril 1982     | 1/8e de finale - retour  | RCFC Besançon    | D2 - B (D2) | Ext.   | 0 - 0 | -                                                                       | 10.000    |
| Vendredi 16 avril 1982 | 1/4 de finale - aller    | AS Saint-Étienne | D1 (D1)     | Ext.   | 0 - 1 | -                                                                       | 11.676    |
| Mardi 20 avril 1982    | 1/4 de finale - retour   | AS Saint-Étienne | D1 (D1)     | Dom.   | 0 - 0 | -                                                                       | 17.814    |

### Coupe d'été
| Date                  | Tour          | Adversaire        | Niveau      | Lieu   | Score | Buteurs du club            | Affluence |
| --------------------- | ------------- | ----------------- | ----------- | ------ | ----- | -------------------------- | --------- |
| Samedi 15 mai 1982    | J01           | CS Fontainebleau  | D2 - A (D2) |        | 2 - 0 |                            |           |
| Mercredi 19 mai 1982  | J02           | EA Guingamp       | D2 - B (D2) |        | 3 - 1 |                            |           |
| Samedi 22 mai 1982    | J03           | Stade brestois    | D1 (D1)     |        | 1 - 3 |                            |           |
| Mercredi 26 mai 1982  | J04           | LB Châteauroux    | D2 - B (D2) |        | 4 - 0 |                            |           |
| Samedi 29 mai 1982    | J05           | AS Angoulême      | D2 - B (D2) |        | 3 - 1 |                            |           |
| Vendredi 4 juin 1982  | 1/4 de finale | Stade de Reims    | D2 - B (D2) |        | 4 - 3 |                            |           |
| Mardi 8 juin 1982     | 1/2 finale    | Montpellier PSC   | D1 (D1)     |        | 5 - 1 |                            |           |
| Dimanche 13 juin 1982 | Finale        | AS Nancy-Lorraine | D1 (D1)     | Neutre | 3 - 2 | Sène 26e, Polaniok 34e 59e | 1.041     |

## Statistiques

### Statistiques collectives
| Compétition     | Débute au tour  | Termine       | Matches joués | Gagnés | Nuls | Perdus | Buts pour | Buts contre | Différence |
| --------------- | --------------- | ------------- | ------------- | ------ | ---- | ------ | --------- | ----------- | ---------- |
| Division 1      | -               | 5e            | 38            | 16     | 12   | 10     | 49        | 40          | +9         |
| Coupe de France | 1/32e de finale | 1/4 de finale | 7             | 4      | 2    | 1      | 14        | 4           | +10        |
| Coupe d'été     | 1er tour        | Vainqueur     | 8             | 7      | 0    | 1      | 25        | 11          | +14        |
| Total           | -               | -             | 53            | 27     | 14   | 12     | 88        | 55          | +33        |